# Finala Cupei Orașelor Târguri 1965
Finala de atunci au jucat-o Juventus Torino și Ferencvaros Budapesta.

## Detaliile meciului
| Ferencvárosi TC | 1 – 0 | Juventus F.C. |
| --------------- | ----- | ------------- |
| Fenyvesi 74'    |       |               |

| FERENCVAROSI TC: |   |                |
|                  |   |                |
| GK               | 1 | István Géczi   |
|                  | ' | Dezső Novák    |
|                  | ' | Laszlo Horvath |
|                  | ' | István Juhász  |
|                  | ' | Sándor Mátrai  |
|                  | ' | Pál Orosz      |
|                  | ' | Janos Karaba   |
|                  | ' | Zoltán Varga   |
|                  | ' | Flórián Albert |
|                  | ' | Gyula Rákosi   |
|                  | ' | Máté Fenyvesi  |
| Antrenor:        |   |                |
| József Mészáros  |   |                |

| JUVENTUS FC:      |   |                      |
|                   |   |                      |
| GK                | 1 | Roberto Anzolin      |
|                   | ' | Adolfo Gori          |
|                   | ' | Ernesto Castano      |
|                   | ' | Benito Sarti         |
|                   | ' | Giancarlo Bercellino |
|                   | ' | Gianfranco Leoncini  |
|                   | ' | Gino Stacchini       |
|                   | ' | Luis del Sol         |
|                   | ' | Nestor Combin        |
|                   | ' | Bruno Mazzia         |
|                   | ' | Giampaolo Menichelli |
| Antrenor:         |   |                      |
| Heriberto Herrera |   |                      |